# Гонсалес, Хонатан Давид
Хонатан Давид Гонсалес Валенсия (исп. Jonathan David González Valencia; род. 3 июля 1995 года в Кининде, Эквадор) — эквадорский футболист, вингер клуба «Мушук Руна» и сборной Эквадора.

## Клубная карьера
Гонсалес — воспитанник клуба «Индепендьенте дель Валье». 29 января 2011 года в матче против «Депортиво Куэнка» он дебютировал в эквадорской Примере. Начиная с третьего сезона Хонатан стал твёрдым футболистом основы. 28 апреля 2013 года в поединке против «Эмелека» он забил свой первый гол за «Индепендьенте».
В начале 2015 года Хонатан перешёл в мексиканскую «Леонес Негрос». 12 января в матче против «Монтеррея» он дебютировал в мексиканской Примере. 10 мая в поединке против «Крус Асуль» он сделал «дубль», забив свои первые голы за новую команду.
По окончании сезона Гонсалес перешёл в «Леон». 26 июля в поединке против «Сантос Лагуна» он дебютировал за «львов». Летом 2016 года Хонатан вернулся в «Индепендьенте дель Валье» и помог команде выйти в финал Кубка Либертадорес.
В 2017 году перешёл в асунсьонскую «Олимпию».

## Международная карьера
11 октября 2014 года в товарищеском матче против сборной США Гонсалес дебютировал за сборную Эквадора, заменив Ренато Ибарру во втором тайме.
Летом 2015 года Хонатан принял участие в Кубке Америки в Чили. На турнире он был запасным и на поле не вышел.

## Достижения
- Финалист Кубка Либертадорес (1): 2016